# Stazione di Pennsylvania (Newark)
La stazione di Pennsylvania (Pennsylvania Station in inglese, anche nota come Newark Penn Station) è una stazione e nodo di scambio di Newark, New Jersey.

## Storia
Inaugurata il 24 marzo 1935, è uno dei nodi di scambio più importanti dell'area metropolitana di New York ed è servita da numerosi operatori ferroviari e linee di autobus che la rendono la settima stazione degli Stati Uniti per numero di passeggeri e la quarta nell'area di New York. Si trova a Raymond Plaza, tra Market Street e Raymond Boulevard ed è servita dalla Newark Light Rail, tree linee del New Jersey Transit Rail, la metropolitana PATH e tutti i servizi gestiti da Amtrak sul corridoio nordest degli Stati Uniti, inclusi i treni veloci denominati Acela Express. La stazione è anche il principale capolinea di autobus di Newark, con servizi a lungo raggio Greyhound, Peter Pan e Trailways oltre a numerose linee locali e regionali gestite da NJ Transit Bus Operations e ONE (Orange-Newark-Elizabeth).